# Composition des équipes féminines de handball aux Jeux olympiques d'été de 2020
Pour des articles plus généraux, voir Tournoi féminin de handball aux Jeux olympiques d'été de 2020 et Handball aux Jeux olympiques d'été de 2020.
Cet article liste la composition des équipes féminines de handball aux Jeux olympiques d'été de 2020, organisés au Japon du 26 juillet au 8 août 2021.
Chaque équipe comporte 15 joueuses dont 14 sont alignées sur la feuille de match à chaque rencontre. De plus, deux remplacements par équipe peuvent être fait au cours de la compétition.

## Modalités
Le tournoi se joue sans aucune restriction d'âge. Pour chaque match, chaque nation doit présenter une équipe de quatorze joueuses.
Pendant la compétition, le règlement de la Fédération internationale de handball prévoit que toutes les équipes sont autorisées à :
- jusqu'aux quarts de finale, remplacer une joueuse par toute autre joueuse de la liste provisoire (« liste des 28 ») communiquée à l'IHF en juin 2021 ;
- jusqu'à la finale, remplacer une fois la gardienne de but par une autre gardienne de but de la liste provisoire (« liste des 28 ») .

En conséquences de la pandémie de Covid-19, deux changements majeurs suivants sont promulgués :
1. Deux partenaires d'entraînement supplémentaires : deux accréditations supplémentaires (P-Accréditation / Partenaire d'entraînement) seront disponibles pour permettre à deux joueuses de s'entraîner avec l'équipe. Ces athlètes sont ainsi déjà présentes au Japon.
2. Groupe de 15 pour chaque match : au lieu du système « 14+1 » permettant aux équipes de sélectionner 14 joueuses et de ne pouvoir en remplacer qu'une seule fois par la 15e joueuse jusqu'à la finale, les équipes auront désormais la possibilité de choisir 14 joueuses parmi un groupe de 15 joueuses officiellement accréditées sur place pour chaque match sans raison particulière.

## Remplacements de joueuses
Les remplacements suivants ont été réalisés au cours de la compétition :
| Date       | Équipe  | Joueuse entrante                       | Joueuse sortante                     |
| ---------- | ------- | -------------------------------------- | ------------------------------------ |
| 30 juillet | Japon   | Mana Horikawa (pivot)                  | Kaho Sunami (pivot)                  |
| 30 juillet | Hongrie | Fanny Helembai (pivot)                 | Zita Szucsánszki (demi-centre)       |
| 30 juillet | Hongrie | Melinda Szikora (gardienne de but)     | Kinga Janurik (gardienne de but)     |
| 28 juillet | France  | Océane Sercien-Ugolin (arrière droite) | Alexandra Lacrabère (arrière droite) |